# Взрыв DC-10 над Тенере
Взрыв DC-10 над Тенере — крупная авиационная катастрофа в результате теракта, произошедшая во вторник 19 сентября 1989 года. Авиалайнер McDonnell Douglas DC-10-30 авиакомпании UTA выполнял плановый межконтинентальный рейс UT-772 по маршруту Браззавиль—Нджамена—Париж, но через 46 минут после вылета из Нджамены (во время полёта над пустыней Тенере) на его борту прогремел взрыв, уничтоживший самолёт. Погибли все находившиеся на его борту 170 человек — 156 пассажиров и 14 членов экипажа.
На январь 2024 года катастрофа рейса 772 остаётся крупнейшей (по числу погибших) авиакатастрофой в истории Нигера.
В 1999 году французский суд признал виновными в организации теракта заместителя начальника ливийской разведки и его 5-х подчинённых.

## Самолёт
McDonnell Douglas DC-10-30 (регистрационный номер N54629, заводской 46852, серийный 125) был выпущен в 1973 году и свой первый полёт совершил 13 марта. 1 мая того же года был передан авиакомпании Union de transports aériens (UTA). С 29 января по 21 марта 1988 года носил бортовой номер F-BTDF, после чего был вновь перерегистрирован на прежний б/н N54629. Оснащён тремя двухконтурными турбовентиляторными двигателями General Electric CF6-50C2R. На день катастрофы 16-летний авиалайнер совершил 14 777 циклов «взлёт-посадка» и налетал 60 276 часов; с момента последнего крупного ремонта — 1779 циклов «взлёт-посадка» и 8378 часов.

## Экипаж и пассажиры
Самолётом управлял опытный экипаж, его состав был таким:
- Командир воздушного судна (КВС) — 40-летний Жорж Равено (фр. Georges Raveneau). Очень опытный пилот, в авиакомпании UTA проработал 12 лет и 11 месяцев (с 4 октября 1976 года). Управлял самолётами Super Guppy, Douglas DC-8 и Boeing 737. На пилота McDonnell Douglas DC-10 был квалифицирован 24 ноября 1983 года. Налетал 11 039 часов, 2723 из них на DC-10[* 1].
- Второй пилот — 41-летний Мишель Крезе (фр. Michel Crézé). Опытный пилот, в авиакомпании UTA проработал 13 лет и 8 месяцев (с 31 декабря 1975 года). Управлял самолётом Boeing 707. На пилота McDonnell Douglas DC-10 был квалифицирован 11 мая 1988 года. Налетал 8357 часов, 754 из них на DC-10[* 2].
- Бортинженер — 28-летний Ален Брику (фр. Alain Bricout). В авиакомпании UTA проработал 10 месяцев (со 2 ноября 1988 года). Управлял самолётом SE-210 Caravelle. На бортинженера McDonnell Douglas DC-10 был квалифицирован 31 марта 1989 года. Налетал 597 часов, 180 из них на DC-10.
- Сменный второй пилот — 38-летний Жан-Пьер Эннекен (фр. Jean-Pierre Hennequin). Опытный пилот, в авиакомпании UTA проработал 13 лет и 3 месяца (с 14 июня 1976 года). Управлял самолётами Douglas DC-8 и Boeing 747. На пилота McDonnell Douglas DC-10 был квалифицирован 19 августа 1989 года. Налетал 6442 часа, 28 из них на DC-10[* 3].

В салоне самолёта работали 10 бортпроводников:
- Жан-Пьер Башанг (фр. Jean-Pierre Baschung), 46 лет — старший бортпроводник.
- Мишель Вассер (фр. Michèle Vasseur), 33 года — старший бортпроводник.
- Ален Блан (фр. Alain Blanc), 31 год.
- Лоуренс де Бури-Пенон (фр. Laurence de Boery-Penon), 42 года.
- Мартина Бретт (фр. Martine Brette), 38 лет.
- Энн Клессе (фр. Anne Claisse), 33 года.
- Николь Дебликер (фр. Nicole Deblicker), 37 лет.
- Этери Ленобл (фр. Ethery Lenoble), 39 лет.
- Вероника Марелла (фр. Véronique Marella), 31 год.
- Жан-Пьер Мабуссин (фр. Jean-Pierre Mauboussin), 36 лет.

Также на борту находилась стюардесса Гаэль Лугань (фр. Gaël Lugagne, 40 лет), но она летела как пассажир.
| Гражданство людей на борту | Гражданство людей на борту | Гражданство людей на борту | Гражданство людей на борту |
| Гражданство                | Пассажиры                  | Экипаж                     | Всего                      |
| -------------------------- | -------------------------- | -------------------------- | -------------------------- |
| Франция                    | 40                         | 14                         | 54                         |
| Республика Конго           | 48                         | 0                          | 48                         |
| Чад                        | 25                         | 0                          | 25                         |
| Италия                     | 9                          | 0                          | 9                          |
| США                        | 7                          | 0                          | 7                          |
| Камерун                    | 5                          | 0                          | 5                          |
| Великобритания             | 4                          | 0                          | 4                          |
| Заир                       | 3                          | 0                          | 3                          |
| Канада                     | 3                          | 0                          | 3                          |
| ЦАР                        | 2                          | 0                          | 2                          |
| Мали                       | 2                          | 0                          | 2                          |
| Швейцария                  | 2                          | 0                          | 2                          |
| Алжир                      | 1                          | 0                          | 1                          |
| Боливия                    | 1                          | 0                          | 1                          |
| Бельгия                    | 1                          | 0                          | 1                          |
| Греция                     | 1                          | 0                          | 1                          |
| Марокко                    | 1                          | 0                          | 1                          |
| Сенегал                    | 1                          | 0                          | 1                          |
| Всего                      | 156                        | 14                         | 170                        |

## Хронология событий

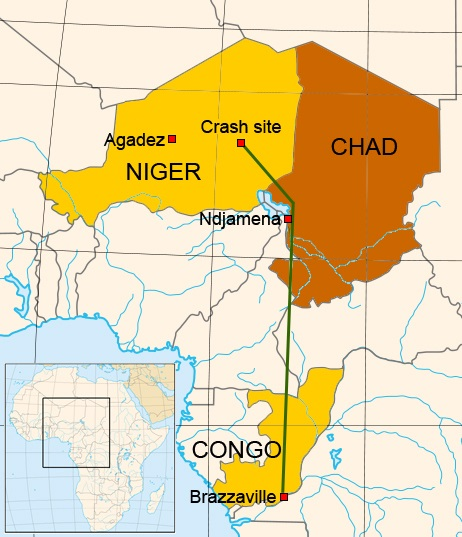
Схема полёта рейса 772

McDonnell Douglas DC-10-30 борт N54629 выполнял плановый рейс UT-772 из Браззавиля в Париж с промежуточной посадкой в Нджамене. В момент вылета из Браззавиля на его борту находились 100 человек (14 членов экипажа и 86 пассажиров). Перелёт из Браззавиля в Нджамену прошёл без замечаний.
В аэропорту Нджамены с самолёта сошли 9 пассажиров и поднялись на борт ещё 79 пассажиров, летевших в Париж; в баки было залито 49,4 тонн авиатоплива. Всего на борту авиалайнера находились 14 членов экипажа и 156 пассажиров, общий вес самолёта составлял 187,7 тонн, что находилось в пределах нормы. В 12:13, после часовой стоянки, рейс UT-772 вылетел из Нджамены. Согласно плану, полёт должен был проходить на эшелоне FL350 (10 750 метров) через опорные точки BOSSO, INISA и DJANET и далее уже по стандартной авиатрассе на Париж. В 12:32 (на 5 минут ранее ожидаемого) экипаж доложил авиадиспетчеру в Нджамене о пролёте точки BOSSO и занятии эшелона FL350. Через 2 минуты (в 12:34) пилоты рейса 772 доложили о расчётном времени пролёта точки INISA — 13:10; это было последнее радиосообщение с рейса UT-772.
Когда в диспетчерском центре Нджамены не получили сообщения с рейса 772 о прохождении точки INISA, в 14:30 они объявили процедуру «INCERFA» (стадия неопределённости), в 15:55 — «ALERFA» (стадия тревоги), а в 16:14 — «DETRESFA» (стадия бедствия). Начатые аварийными службами поиски самолёта были приостановлены в 17:30 в связи с наступлением темноты. Утром 20 сентября в 06:35 утра в пустыне Тенере на северо-востоке массива Термит и на трассе полёта были обнаружены обломки авиалайнера.
Все 170 человек на борту самолёта погибли. На 2020 год катастрофа рейса 772 по числу жертв является крупнейшей авиакатастрофой в истории Нигера и 4-й с участием DC-10.

## Расследование
Расследование причин катастрофы рейса UT-772 проводило французское Бюро по расследованию и анализу безопасности гражданской авиации (BEA).
Как показало изучение обломков лайнера и данных бортовых самописцев, в 12:59, на 46 минуте полёта, когда самолёт летел на эшелоне FL350, в его грузовом отсеке взорвалась бомба, находившаяся в чемодане на месте 13R. Взрывной волной лайнер разорвало на несколько частей, которые рухнули на землю в 450 километрах от Бильмы. По предварительной версии, чемодан с бомбой был загружен в самолёт в аэропорту Браззавиля, где отсутствовали необходимые меры безопасности.
В ходе дальнейшего расследования удалось установить, что взрыв рейса UT-772 был организован по указанию властей Ливии в связи с военной помощью Франции Чаду в период чадско-ливийского конфликта.
Следователи получили признание одного из подозреваемых (члена оппозиции в Конго), который помог завербовать другого члена оппозиции, пронесшего бомбу на борт самолёта. Французские власти официально обвинили в организации взрыва рейса 772 шестерых ливийцев:
- Абдалла Сенусси (англ. Abdullah Senussi) — муж сестры жены Муамара Каддафи, заместитель главы ливийской разведки;
- Абдалла Элазрагх (англ. Abdullah Elazragh) — советник посольства Ливии в Браззавиле;
- Ибрагим Наэли (англ. Ibrahim Naeli) и Арбас Мусбах (англ. Arbas Musbah) — специалисты по взрывчатым веществам ливийской спецслужбы;
- Исса Шибани (англ. Issa Shibani) — агент, который приобрёл таймер для бомбы;
- Абдельсалам Хаммуда (англ. Abdelsalam Hammouda) — подчинённый Сенусси, непосредственный организатор теракта.

В 1999 году все шестеро были заочно осуждены парижским судом.
Окончательный отчёт расследования BEA был опубликован 17 сентября 1990 года.

## Мемориал
В 2007 году, к 18-й годовщине катастрофы, на месте падения лайнера (16°51′53″ с. ш. 11°57′13″ в. д.) был создан мемориал в виде круга диаметром около 60 метров, внутри которого находится силуэт самолёта DC-10, и добавлены указатели сторон света; по периметру круга расположены 170 разбитых зеркал (по числу погибших). В северной части мемориала установлено крыло разбившегося самолёта, на котором закреплена памятная табличка со списком имён всех 170 погибших.

### Комментарии
1. ↑  На данном рейсе исполнял обязанности КВС-инструктора и находился в кресле второго пилота, наблюдая за действиями Эннекена
2. ↑  На данном рейсе формально не выполнял никаких обязанностей, хотя находился в кабине пилотов
3. ↑  На данном рейсе находился в кресле командира